# Нагар, Кришна
Кришна Нагар (род. 12 января 1999, Джайпур) — индийский паралимпиец-бадминтонист. Паралимпийский чемпион 2020 года в классе SH6.
В мировом рейтинге поднимался до второго места.

## Биография
Кришна Нагар родился 12 января 1999 года в Джайпуре.
Имеет проблемы с ростом.
Начал заниматься бадминтоном в 2014 году, но на серьёзном уровне стал играть спустя три года. Познакомился с этим видом спортом благодаря двоюродному брату, хотя сначала занимался бегом (спринт).

## Карьера
На Паралимпийских Азиатских играх 2018 года в столице Индонезии Джакарте Кришна Нагар завоевал бронзовую медаль в одиночном разряде в классе SS6.
На чемпионате мира по пара-бадминтону 2019 года в Базеле Нагар завоевал серебряную медаль в парном мужском разряде вместе с соотечественником Раджем Маготрой. Он также выиграл бронзу в одиночном разряде в классе SS6.
На летних Паралимпийских играх 2020 года в Токио Нагар Кришна выиграл золотую медаль в мужском одиночном разряде. На пути к финалу в группе B он победил малайзийца Дидина Таресоха и бразильца Витора Тавареса. Оба матча завершились за два сета, также как и полуфинал против Крайстена Кумбса из Великобритании. В финале против Мин Кай Чу из Гонконга индиец проиграл одну партию, но выиграл первую и третью, став паралимпийским чемпионом.